# 3α-本胆烷二醇
3α-本胆烷二醇（英語：3α-Etiocholanediol，简称本胆烷二醇 etiocholanediol，有时也称为3α,5β-雄烷二醇 3α,5β-androstanediol，或本胆烷-3α,17β-二醇，etiocholane-3α,17β-diol）是一种天然的本胆烷（5β-雄烷）甾体和睾酮的内源性代谢产物，由5β-双氢睾酮（睾酮的5β还原产物）转化而来，再氧化为本胆烷醇酮。